# عشق‌های یک بلوند
عشق‌های یک بلوند (چکی: Lásky jedné plavovlásky) یا بلوند عاشق (به انگلیسی: A Blonde in Love) فیلمی در ژانر درام، کمدی-درام، و رمانتیک به کارگردانی میلوش فورمن است که در سال ۱۹۶۵ منتشر شد. از بازیگران آن می‌توان به هانا بریکووا و ولادیمیر منشیک اشاره کرد.
عشق‌های یک بلوند نامزد اسکار بهترین فیلم خارجی‌زبان در سال ۱۹۶۶ شد و از مهمترین آثار موج نوی سینمای چک به‌شمار می‌رود.